# Bodianus
Bodianus là một chi cá biển thuộc họ Cá bàng chài, được biết đến với tên gọi chung trong tiếng Anh là hogfish (bàng chài mõm lợn). Các loài trong chi này được tìm thấy ở cả ba đại dương là Ấn Độ Dương, Thái Bình Dương và Đại Tây Dương.

## Từ nguyên
Từ định danh của chi, bodianus, được Latinh hóa từ bodiano hay pudiano (bodião), là tên thông thường để chỉ những loài cá bàng chài có kích thước lớn ở Brasil. Theo Jordan & Evermann (1896), tên gọi này có nguồn gốc từ pudor trong tiếng Bồ Đào Nha, mang nghĩa là "khiêm tốn".

## Màu sắc
Như hầu hết những loài bàng chài trong họ, cá con và cá trưởng thành của Bodianus thường có sự khác biệt đáng kể về màu sắc cơ thể. Bodianus cũng bao gồm những loài dị hình giới tính, nên một loài có thể được mô tả như một loài mới nhiều lần dựa trên các kiểu màu của cá con, cá cái hay cá đực. Cá cái của những loài có xu hướng có màu sắc tươi sáng hơn so với cá đực.
Những loài có màu sắc bắt mặt thường được đánh bắt bởi những người thu mua cá cảnh.

## Sinh thái học
Bodianus là một chi có nhiều loài được xác nhận là lưỡng tính tiền nữ, tức cá đực trưởng thành đều phải trải qua giai đoạn là cá cái. Thức ăn của Bodianus chủ yếu là những loài thủy sinh không xương sống như nhuyễn thể và giáp xác. Cá con của một số loài có thể đóng vai trò là cá dọn vệ sinh: ăn các loài giáp xác ký sinh trên cơ thể cá lớn.
B. frenchii, một loài có thể sống đến 78 năm tuổi, là một trong những loài có tuổi thọ lớn nhất được biết đến trong họ Cá bàng chài. B. rufus sống theo chế độ hậu cung, và một con cá đực có thể thống trị đến 20 con cá cái trong bầy của nó.

## Các loài

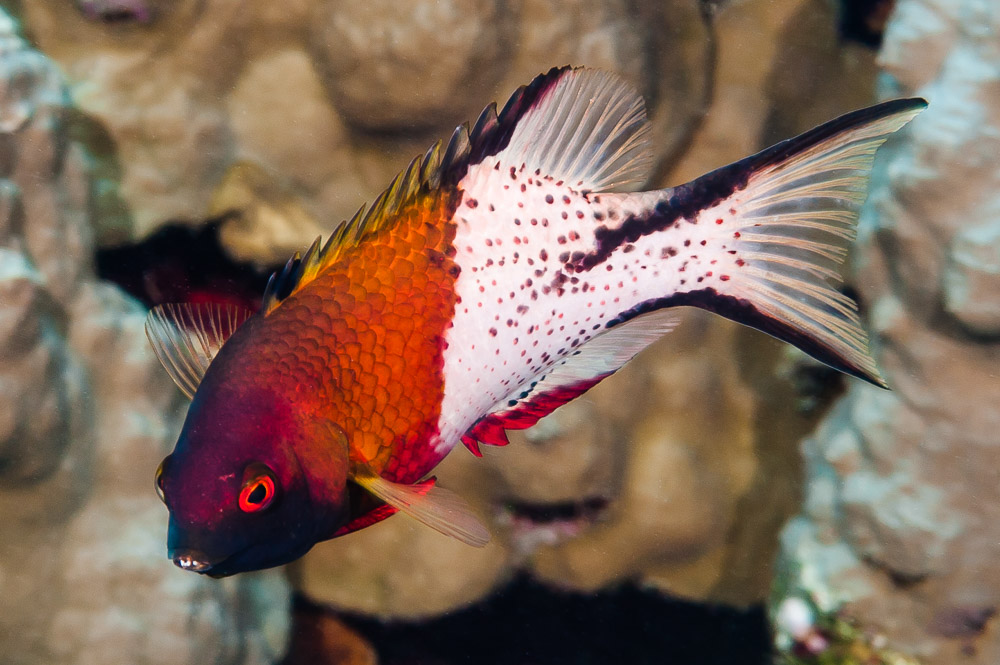
B. anthioides

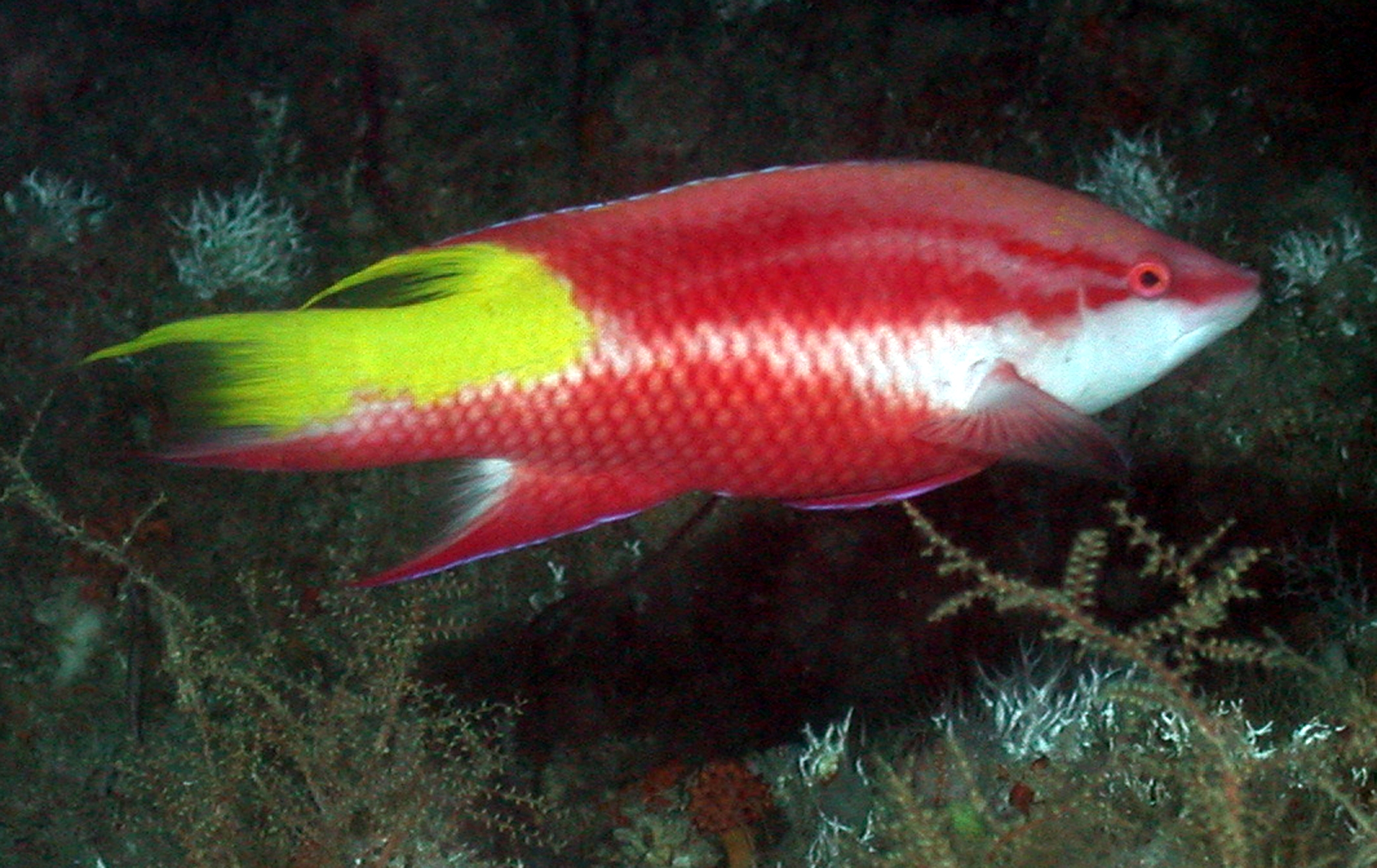
B. pulchellus

Có tất cả 45 loài được công nhận là hợp lệ trong chi này. Theo phân loại học của Gomon (2006), Bodianus được chia thành 10 phân chi với các loài tương ứng như sau:

#### Bodianus
- Bodianus diplotaenia (Gill, 1862)
- Bodianus eclancheri (Valenciennes, 1846)
- Bodianus insularis Gomon & Lubbock, 1980
- Bodianus pulchellus (Poey, 1860)
- Bodianus rufus (Linnaeus, 1758)

#### Diastodon
- Bodianus albotaeniatus (Valenciennes, 1839)
- Bodianus atrolumbus (Valenciennes, 1839)[8]
- Bodianus bilunulatus (Lacépède, 1801)
- Bodianus busellatus Gomon, 2006
- Bodianus loxozonus (Snyder, 1908)
- Bodianus macrognathos (Morris, 1974)
- Bodianus macrourus (Lacépède, 1801)
- Bodianus perditio (Quoy & Gaimard, 1834)
- Bodianus solatus Gomon, 2006
- Bodianus speciosus (Bowdich, 1825)

#### Euhypsocara
- Bodianus anthioides (Bennett, 1832)

#### Lepidaplois
- Bodianus axillaris (Bennett, 1832)
- Bodianus mesothorax (Bloch & Schneider, 1801)
- Bodianus neilli (Day, 1867)

#### Paralepidaplois
- Bodianus diana (Lacépède, 1801)
- Bodianus dictynna Gomon, 2006
- Bodianus prognathus Lobel, 1981

#### Peneverreo
- Bodianus leucosticticus (Bennett, 1832)
- Bodianus paraleucosticticus Gomon, 2006
- Bodianus rubrisos Gomon, 2006
- Bodianus trilineatus (Fowler, 1934)

#### Priobodianus
- Bodianus cylindriatus (Tanaka, 1930)
- Bodianus thoracotaeniatus Yamamoto, 1982

#### Pseudolepidaplois
- Bodianus scrofa (Valenciennes, 1839)

#### Trochocopus
- Bodianus bennetti Gomon & Walsh, 2016[9]
- Bodianus bimaculatus Allen, 1973
- Bodianus izuensis Araga & Yoshino, 1975
- Bodianus masudai Araga & Yoshino, 1975
- Bodianus neopercularis Gomon, 2006
- Bodianus opercularis (Guichenot, 1847)
- Bodianus sanguineus (Jordan & Evermann, 1903)
- Bodianus sepiacaudus Gomon, 2006
- Bodianus tanyokidus Gomon & Madden, 1981

#### Verreo
- Bodianus bathycapros Gomon, 2006
- Bodianus flavifrons Gomon, 2001[10]
- Bodianus flavipinnis Gomon, 2001[10]
- Bodianus frenchii (Klunzinger, 1879)
- Bodianus oxycephalus (Bleeker, 1862)
- Bodianus unimaculatus (Günther, 1862)
- Bodianus vulpinus (Richardson, 1850)

### Trích dẫn
- Martin F. Gomon (2006). "A revision of the labrid fish genus Bodianus with descriptions of eight new species" (PDF). Records of the Australian Museum, Supplement. Quyển 30. tr. 1–133. ISSN 0812-7387.